# Aethalops alecto
Aethalops alecto es una especie de murciélago de la familia de los megaquirópteros. Vive en Singapur, Indonesia y Malasia. Su hábitat natural son los bosques de colinas y el piso montano. Una posible amenazado para esta especie es la tala de árboles derivada de la conversión de tierras para la agricultura y la minería de carbón.